# Não Me Mandem Flores
Send Me No Flowers (br/pt: Não Me Mandem Flores) é um filme americano de 1964, dirigido por Norman Jewison, estrelando Rock Hudson, Doris Day, Tony Randall, entre outros. O trio principal também atuou junto em Pillow Talk e Lover Come Back, anteriormente.
O filme é baseado na peça homônima de Norman Barasch e Carroll Moore, que entrou em cartaz na Broadway em 1960. A trilha sonora foi composta por Hal David e Burt Bacharach.

## Enredo
Quando sente fortes dores no peito, o hipocondríaco George Kimball vai ao médico para um check-up completo e após terminar o exame, ouve o Dr. Morrissey comentando ao telefone sobre ter acabado de atender um paciente em estado terminal com sintomas parecidos às dores de Kimball. Acreditando tratar-se de seu caso, George retorna à sua casa e pede a ajuda de seu amigo e vizinho, Arnold, para encontrar um novo marido para sua esposa, Judy, para que ela não fique sozinha depois que ele se for. Os amigos se metem em diversas situações cômicas e embaraçosas na busca pelo candidato, enquanto George sente -- psicologicamente -- os sintomas de sua doença se agravarem.  

## Elenco
- Rock Hudson....... George Kimball
- Doris Day............Judy Kimball
- Tony Randall.........Arnold
- Paul Lynde............Sr. Akins
- Clint Walker..........Bert Power
- Hal March..............Winston Burr
- Edward Andrews..... Dr. Morrissey